# Діамантова ліга 2022
Діамантова ліга 2022 став тринадцятим сезоном найбільш рейтингової всесвітньої серії легкоатлетичних змагань просто неба, що з 2010 організовується Світовою легкою атлетикою.

## Змагання
Первісно сезон-2022 мав включати 13 відбіркових до фіналу етапів, включаючи два старти у Шанхаї та Шеньчжені. Проте, зважаючи на обмеження, пов'язані з пандемією коронавірусної хвороби, обидва етапи у китайськиї містах були скасовані та замінені на етап у польському Хожуві.
| Етап  | Дата        | Змагання                                                | Місто     | Відео                                                       | Прес-реліз           | Результати |
| ----- | ----------- | ------------------------------------------------------- | --------- | ----------------------------------------------------------- | -------------------- | ---------- |
| 1     | 13 травня   | Ooredoo Doha Meeting                                    | Доха      | Відеозвіт на YouTube                                        | [ 2 ]                | [ 3 ]      |
| 2     | 21 травня   | Müller Birmingham Diamond League                        | Бірмінгем | Відеозвіт на YouTube                                        | [ 4 ]                | [ 5 ]      |
| 3     | 28 травня   | Prefontaine Classic                                     | Юджин     | Відеозвіт на YouTube                                        | [ 6 ] [ 7 ]          | [ 8 ]      |
| 4     | 5 червня    | Meeting International Mohammed VI d'Athletisme de Rabat | Рабат     | Відеозвіт на YouTube                                        | [ 9 ]                | [ 10 ]     |
| 5     | 9 червня    | Golden Gala Pietro Mennea                               | Рим       | Відеозвіт на YouTube                                        | [ 11 ]               | [ 12 ]     |
| 6     | 16 червня   | Bislett Games                                           | Осло      | Відеозвіт на YouTube                                        | [ 13 ]               | [ 14 ]     |
| 7     | 18 червня   | Meeting Areva                                           | Париж     | Відеозвіт на YouTube                                        | [ 15 ]               | [ 16 ]     |
| 8     | 30 червня   | BAUHAUS-galan                                           | Стокгольм | Відеозвіт на YouTube                                        | [ 17 ]               | [ 18 ]     |
| 9     | 6 серпня    | Меморіал Каміли Сколімовської                           | Хожув     | Відеозвіт на YouTube                                        | [ 19 ]               | [ 20 ]     |
| 10    | 10 серпня   | Herculis EBS                                            | Фонв'єй   | Відеозвіт на YouTube                                        | [ 21 ]               | [ 22 ]     |
| 11    | 26 серпня   | Athletissima                                            | Лозанна   | Відеозвіт на YouTube                                        | [ 23 ]               | [ 24 ]     |
| 12    | 1-2 вересня | Allianz Memorial Van Damme                              | Брюссель  | Відеозвіт на YouTube                                        | [ 25 ]               | [ 26 ]     |
| Фінал | 7-8 вересня | Weltklasse                                              | Цюрих     | Відеозвіт (день 1) на YouTube Відеозвіт (день 2) на YouTube | [ 27 ] [ 28 ] [ 29 ] | [ 30 ]     |

## Регламент
За регламентом атлети змагатимуться у 32 дисциплінах (по 16 для чоловіків та жінок) протягом 13 відбіркових етапів серії та зароблятимуть очки за місця, що посядуть на етапах, — від 8 очок за перше до 1 очка за восьме місце. Змагальна програма кожного етапу включатиме 14 дисциплін.
За перемогу в окремій дисципліні на кожному етапі серії атлет отримуватиме US$ 10 000, а ті, хто посяде місця з 2 по 8, — від US$ 6 000 до US$ 500 залежно від місця. За перемогу на фінальному етапі в Цюриху кожен атлет отримає US$ 30 000, а спортсмени, які посядуть місця з 2 по 8, — від US$ 12 000 до US$ 1 000 залежно від місця.
За підсумками виступів у кожній дисципліні на 13 етапах, до фіналу виходитимуть спортсмени, які набрали найбільше очок: перші восьмеро — у бігу на 100, 200, 400, 800 метрів, 100, 110 та 400 метрів з бар'єрами; перші десятеро — у бігу на 1500, 3000/5000 метрів та 3000 метрів з перешкодами; перші шестеро — у кожній технічній дисципліні (стрибки та метання).
Фінальні змагання будуть проведені в Цюриху.
Переможцями серії у кожній дисципліні будуть переможці фінального старту. Крім грошового призу (US$ 30 000), вони отримають звання «Чемпіон Діамантової ліги» (англ. Diamond League Champion) та відзнаку «Діамантовий трофей» (англ. Diamond Trophy).

## Переможці
| Чоловіки                   | Дисципліна | Жінки                                      |
| -------------------------- | ---------- | ------------------------------------------ |
| Трейвон Бромелл США        | 100 м      | Шеллі-Енн Фрейзер-Прайс Ямайка             |
| Ноа Лайлс США              | 200 м      | Шеріка Джексон Ямайка                      |
| Кірані Джеймс Гренада      | 400 м      | Марілейді Пауліно Домініканська Республіка |
| Еммануель Корір Кенія      | 800 м      | Мері Мораа Кенія                           |
| Якоб Інгебрігтсен Норвегія | 1500 м     | Фейт Кіп'єгон Кенія                        |
| Ніколас Кімелі Кенія       | 5000 м     | Беатріс Чебет Кенія                        |
| Грант Голловей США         | 100 м з/б  | Тобі Амусан Нігерія                        |
| Алісон дус Сантус Бразилія | 400 м з/б  | Фемке Бол Нідерланди                       |
| Суф'ян ель Баккалі Марокко | 3000 м з/п | Веркуха Гетачев Ефіопія                    |
| Мільтіадіс Тентоглу Греція | довжина    | Івана Вулета Сербія                        |
| Анді Діас Куба             | потрійний  | Юлімар Рохас Венесуела                     |
| Джанмарко Тамбері Італія   | висота     | Ярослава Магучіх Україна                   |
| Арман Дюплантіс Швеція     | жердина    | Ніна Кеннеді Австралія                     |
| Джо Ковач США              | ядро       | Чейз Ілі США                               |
| Крістьян Чех Словенія      | диск       | Валарі Олман США                           |
| Нірадж Чопра Індія         | спис       | Кара Вінгер США                            |

## Українці на етапах
- Ярослава Магучіх (Юджин • висота • 2,00 WL)[34]
- Ярослава Магучіх (Рабат • висота • 1,96)[35]
- Марина Бех-Романчук (Рим • довжина • 6,85 SB)[36]
- Ярослава Магучіх (Париж • висота • 2,01 WL)[37]
- Андрій Проценко (Лозанна • висота • 2,24)[38]
- Ярослава Магучіх (Брюссель • висота • 2,05)[39]
- Ярослава Магучіх (Цюрих • висота • 2,03)[40]
  -  Марина Бех-Романчук (Доха • потрійний • 14,73w)[41]
  -  Марина Бех-Романчук (Бірмінгем • довжина • 6,66)[42]
  -  Вікторія Ткачук (Бірмінгем • 400 м з/б • 55,25)[42]
  -  Ірина Геращенко (Рабат • висота • 1,93)[35]
  -  Анна Рижикова (Осло • 400 м з/б • 54,81)[43]
  -  Ірина Геращенко (Париж • висота • 1,98 SB)[37]
  -  Марина Бех-Романчук (Стокгольм • довжина • 6,76)[44]
  -  Юлія Левченко (Стокгольм • висота • 1,93)[44]
  -  Ярослава Магучіх (Хожув • висота • 1,92)[45]
  -  Ірина Геращенко (Цюрих • висота • 1,94)
  -  Марина Бех-Романчук (Цюрих • потрійний • 14,96)[46]
    -  Анна Рижикова (Бірмінгем • 400 м з/б • 55,37 SB)[42]
    -  Анна Рижикова (Бірмінгем • 400 м з/б • 54,50 SB)[36]
    -  Юлія Левченко (Париж • висота • 1,95 SB)[37]
    -  Ірина Геращенко (Стокгольм • висота • 1,93)[44]
    -  Катерина Табашник (Хожув • висота • 1,88})[45]
    -  Марина Бех-Романчук (Лозанна • стрибок • 14,31)[38]
      -  Ірина Геращенко (Юджин • висота • 1,90 SB)[34]
      -  Андрій Проценко (Рим • висота • 2,24 SB)[36]
      -  Наталія Стребкова (Стокгольм • 3000 м з/п • 9.24,54 NR PB)[44]
      -  Марина Бех-Романчук (Фонв'єй • потрійний • 14,59 PB)[47]
      -  Вікторія Ткачук (Фонв'єй • 400 м з/б • 54,27)[47]
      -  Анна Рижикова (Лозанна • 400 м з/б • 54,59)[38]
      -  Андрій Проценко (Цюрих • висота • 2,24)[48]
        -  Марина Килипко (Рабат • жердина • 4,45)[35]
        -  Ярослава Магучіх (Стокгольм • висота • 1,89)[44]
        -  Анна Рижикова (Фонв'єй • 400 м з/б • 54,53)[47]
        -  Андрій Проценко (Фонв'єй • висота • 2,20)[47]
          -  Вікторія Ткачук (Осло • 400 м з/б • 55,18)[43]
          -  Катерина Табашник (Париж • висота • 1,95 SB)[37]
          -  Ірина Геращенко ({Хожув • висота • 1,88)[45]
          -  Вікторія Ткачук (Лозанна • 400 м з/б • 55,29)[38]
          -  Ірина Геращенко ({Брюссель • висота • 1,91)[39]
          -  Марина Бех-Романчук (Цюрих • довжина • 6,50)[46]
          -  Юлія Левченко (Цюрих • висота • 1,88)
          -  Вікторія Ткачук (Цюрих • 400 м з/б • 54,79)
            -  Юлія Левченко (Юджин • висота • 1,80 SB)[34]
            -  Юлія Левченко (Рабат • висота • 1,85)[35]
            -  Вікторія Ткачук (Рим • 400 м з/б • 55,37)[36]
            -  Катерина Табашник (Стокгольм • висота • 1,85)[44]
            -  Анна Рижикова (Цюрих • 400 м з/б • 55,06)
              -  Юлія Левченко (Брюссель • висота • 1,88)[39]
              -  Наталія Стребкова (Цюрих • 3000 м з/п • 9.32,90)
                -  Ольга Ляхова (Осло • 800 м • 2.00,39 SB)[43]
                -  Юлія Левченко (Хожув • висота • 1,84)[45]
                  -  Наталія Стребкова (Брюссель • 3000 м з/п • 9.28,76)[39]